# Peggy Moffitt
Peggy Moffitt (* 14. Mai 1940 in Los Angeles, Kalifornien, Vereinigte Staaten als Margaret Anne Moffitt; † 10. August 2024 in Beverly Hills, Kalifornien) war ein US-amerikanisches Model, das insbesondere in den 1960er Jahren durch seine Zusammenarbeit mit dem Modedesigner Rudi Gernreich und Moffitts Ehemann, dem Fotografen William Claxton, bekannt wurde.

## Leben
Moffit wurde 1940 als Tochter des Drehbuchautors Jack Moffitt (1901–1969) geboren. Ab Mitte der 1950er Jahre trat sie in kleinen Statistenrollen in Filmen wie Man ist niemals zu jung (1955), Meet Me in Las Vegas (1956) und The Birds and the Bees (1956) auf.
Moffitt lernte Ende der 1950er Jahre den Fotografen William Claxton kennen, mit dem sie von 1958 bis zu seinem Tod im Jahr 2008 verheiratet war. Aus der Ehe entsprang der Sohn Christopher Claxton (* 1973).
Über Claxton lernte sie auch Gernreich kennen, mit dem sie in den folgenden Jahren wiederholt zusammenarbeitete. Ihr Styling war gekennzeichnet durch ein von ihr selbst entworfenes, oft maskenhaftes Make-up und die auf Vidal Sassoon zurückgehende asymmetrische Five-Point-Cut-Frisur. Im Jahr 1964 führten Fotos, die Moffitt mit Gernreichs Oben-ohne-Badekleidung Monokini zeigten, zu internationalen Schlagzeilen.
1991 veröffentlichte sie mit ihrem Mann ein Buch über das Werk Gernreichs.

## Rezeption
Das Debütalbum Model for a Revolution der Chicagoer Band The Handcuffs aus dem Jahr 2006 enthielt den Song Peggy Moffitt und zeigte Fotos des Models auf dem Cover des Albums.
Der Industrialmusiker Boyd Rice veröffentlichte 2008 gemeinsam mit Giddle Partridge die Single Going Steady With Peggy Moffitt.
Das Museum of Contemporary Art, Los Angeles (MOCA) zeigte 2012 die Ausstellung The Total Look: the Creative Collaboration Between Rudi Gernreich, Peggy Moffitt and William Claxton, die sich vor allem der kreativen Kollaboration zwischen Designer, Fotograf und Model widmete. Moffitt und ihr Sohn Christopher wirkten an der Entstehung der Ausstellung als Berater mit.